# Laissaud
Laissaud é uma comuna francesa na região administrativa de Auvérnia-Ródano-Alpes, no departamento de Saboia. Estende-se por uma área de 6,57 km². Em 2010 a comuna tinha 693 habitantes (densidade: 105,5 hab./km²).